# Bob Peterson
Robert Peterson (Wooster, 18 de janeiro de 1961) é um diretor, roteirista, animador e dublador norte-americano que trabalha na Pixar. Ele foi contratado pelo estúdio em 1994 como animador de comerciais, antes de se tornar animador ofiicial em Toy Story (1995). Ele foi codiretor e co-roteirista de Up (2009), no qual também dublou os personagens Dug e Alpha. Ele concebeu a ideia de O Bom Dinossauro (2015) e foi o diretor original do filme antes de ser demitido. Seu trabalho como roteirista dos filmes Up e Procurando Nemo (2003) lhe rendeu indicações ao Oscar de Melhor Roteiro Original. Ele também foi co-roteirista de Carros 3 (2017) e ganhou o prêmio Primetime Emmy de Melhor Programa de Animação de Curta-Metragem pelo seu trabalho em Forky Asks A Question (2020).

## Carreira
A carreira inicial de Peterson como artista começou quando ele era estudante de engenharia mecânica na Universidade do Norte de Ohio (1979-1983) e depois como estudante de pós-graduação na Universidade de Purdue (1983-1986). Na Ohio Northern, Peterson desenhava um desenho semanal "Pelo amor de Deus". Em Purdue, Peterson desenhou o desenho animado "Loco Motives" para o jornal estudantil de Purdue, o Purdue Exponent.
Peterson também dublou personagens para vários projetos da Pixar, como Geri no curta Geri's Game (1997), Roz em Monstros S.A. (2001) e Universidade Monstros (2013), Sr. Ray em Procurando Nemo (2003) e Procurando Dory (2016), e Dug e Alpha em Up: Altas Aventuras (2009). Seu trabalho vocal mais recente foi Dug e Alpha no curta Carl's Date (2023). Peterson também dublou Chick Hicks em Carros 3.
Ele concebeu O Bom Dinossauro (2015) da Pixar e dirigiu o filme até agosto de 2013. Ele havia sido demitido do projeto devido a problemas com a história. Peterson continua na Pixar, onde estava desenvolvendo outro longa-metragem original. Ele criou, escreveu e dirigiu duas séries curtas: Forky Asks a Question (2019–20) e Dug Days (2021–23).

## Filmografia

### Longas-metragens
| Título              | Diretor    | Roteirista | Dublador   |
| ------------------- | ---------- | ---------- | ---------- |
| Toy Story           | Não        | Não        | Não        |
| A Bug's Life        | Não        | Não        | Não        |
| Toy Story 2         | Não        | Não        | Não        |
| Monsters, Inc.      | Não        | Não        | Sim        |
| Finding Nemo        | Não        | Sim        | Sim        |
| The Incredibles     | Não        | Não        | [parcial?] |
| Cars                | Não        | Não        | [parcial?] |
| Ratatouille         | Não        | Não        | Não        |
| WALL-E              | Não        | Não        | Não        |
| Up                  | [parcial?] | Sim        | Sim        |
| Toy Story 3         | Não        | Não        | [parcial?] |
| Cars 2              | Não        | Não        | Não        |
| Brave               | Não        | Não        | Não        |
| Monsters University | Não        | Não        | Sim        |
| Inside Out          | Não        | Não        | Não        |
| The Good Dinosaur   | Não        | Sim        | Não        |
| Finding Dory        | Não        | Não        | Sim        |
| Cars 3              | Não        | Sim        | Sim        |
| Coco                | Não        | Não        | Não        |
| Incredibles 2       | Não        | Não        | Não        |
| Toy Story 4         | Não        | Não        | [parcial?] |
| Onward              | Não        | Não        | Não        |
| Soul                | Não        | Não        | Não        |
| Luca                | Não        | Não        | Não        |
| Turning Red         | Não        | Não        | Não        |
| Lightyear           | Não        | Não        | Não        |
| Elemental           | Não        | Não        | Não        |
| Inside Out 2        | Não        | Não        | Não        |
| Elio                | Não        | Não        | Não        |
| Hoppers             | Não        | Não        | Não        |
| Toy Story 5         | Não        | Não        | Não        |
| Coco 2              | Não        | Não        | Não        |
| Incredibles 3       | Não        | Não        | Não        |

### Curtas-metragens
| Título                         | Diretor | Roteirista | Artista de voz | Papel de voz              |
| ------------------------------ | ------- | ---------- | -------------- | ------------------------- |
| Geri's Game                    | Não     | Não        | Não            | Geri                      |
| Exploring the Reef             | Não     | Sim        | Não            |                           |
| Cars Toons: Mater's Tall Tales | Não     | Não        | Não            | Vozes adicionais          |
| Dug's Special Mission          | Não     | Sim        | Não            | Alpha e Dug               |
| George and A.J.                | Não     | Não        | Não            | Dug                       |
| Marine Life Interviews         | Não     | Sim        | Não            |                           |
| Miss Fritter's Racing Skoool   | Não     | Não        | Não            | Dr. Damage                |
| Forky Asks a Question          | Sim     | Sim        | Não            | Voice Over Announcer      |
| Dug Days                       | Sim     | Sim        | Carl's Date    | Dug e Alpha (Carl's Date) |

### Televisão
| Título           | Papel de voz                         | Notas                                                                    |
| ---------------- | ------------------------------------ | ------------------------------------------------------------------------ |
| Monsters at Work | Roz, Roze, Bob "Dentaduras" Peterson | Consultor Criativo (temporada 1) Agradecimentos especiais (2ª temporada) |